# Diego Toro
Diego Toro (Medellín, Antioquia, Colombia; 2 de junio de 1982) es un exfutbolista colombiano. Jugaba de mediocampista y su último equipo fue Patriotas Boyacá de Colombia.

## Clubes
| Club              | País     | Año         |
| ----------------- | -------- | ----------- |
| Atlético Nacional | Colombia | 2000 - 2001 |
| Beijing Guoan     | China    | 2001        |
| Atlético Nacional | Colombia | 2002 - 2003 |
| Deportivo Pereira | Colombia | 2004        |
| Deportivo Pasto   | Colombia | 2004 - 2005 |
| Real Cartagena    | Colombia | 2006        |
| Atlético Nacional | Colombia | 2006 - 2009 |
| Envigado F. C.    | Colombia | 2010 - 2011 |
| Patriotas Boyacá  | Colombia | 2012        |

## Palmarés

### Campeonatos nacionales
| Título              | Club              | País     | Año  |
| ------------------- | ----------------- | -------- | ---- |
| Torneo Apertura     | Atlético Nacional | Colombia | 2007 |
| Torneo Finalización | Atlético Nacional | Colombia | 2007 |